# Leptognathiella subaequalis
Leptognathiella subaequalis är en kräftdjursart som först beskrevs av Hansen 1913.  Leptognathiella subaequalis ingår i släktet Leptognathiella och familjen Colletteidae. Inga underarter finns listade i Catalogue of Life.